# NGC 137
NGC 137 (również PGC 1888 lub UGC 309) – galaktyka soczewkowata (S0), znajdująca się w gwiazdozbiorze Ryb. Odkrył ją William Herschel 23 listopada 1785 roku.